# Mașină-unealtă cu comandă numerică

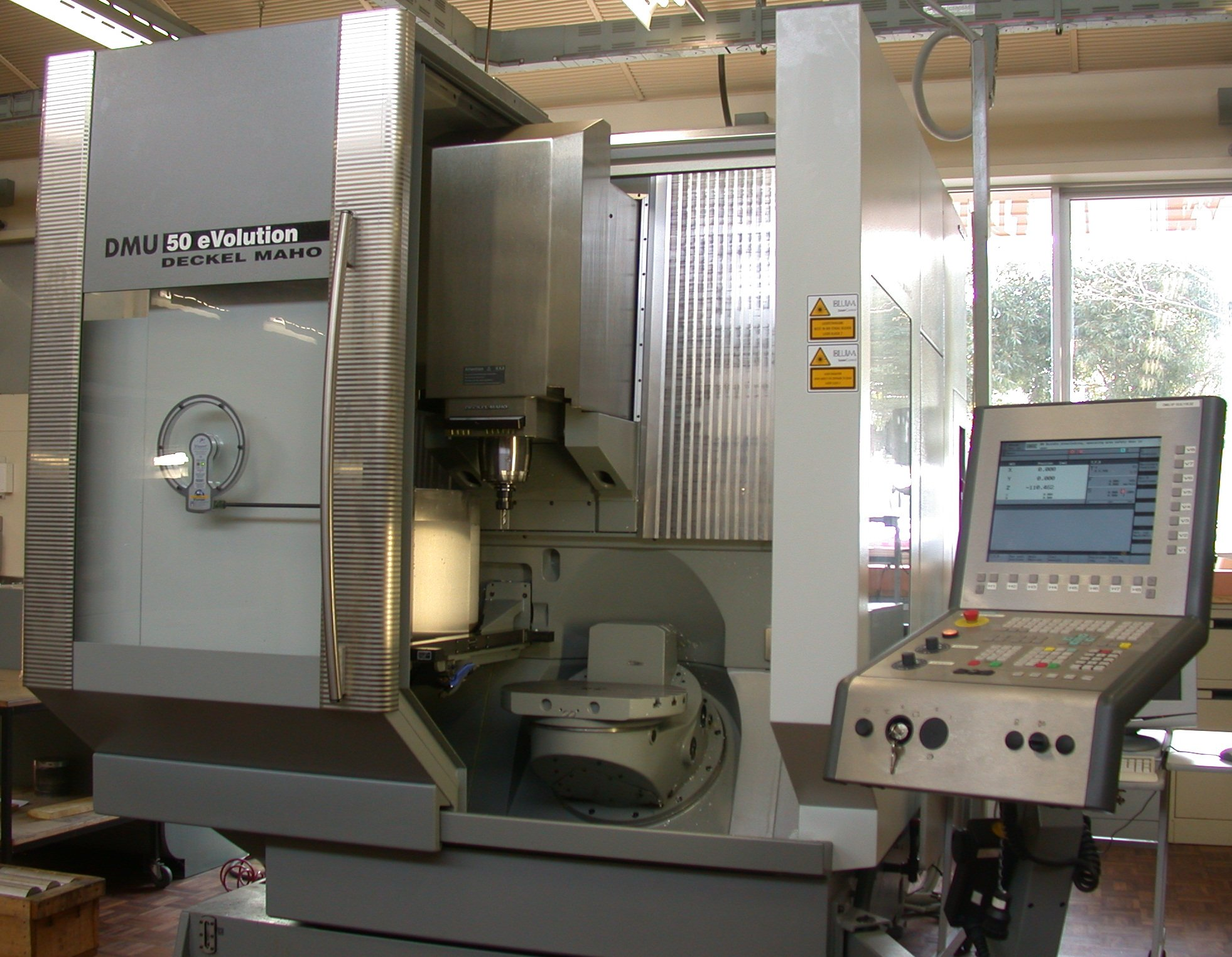
Mașină CNC cu 5 axe Deckel Maho

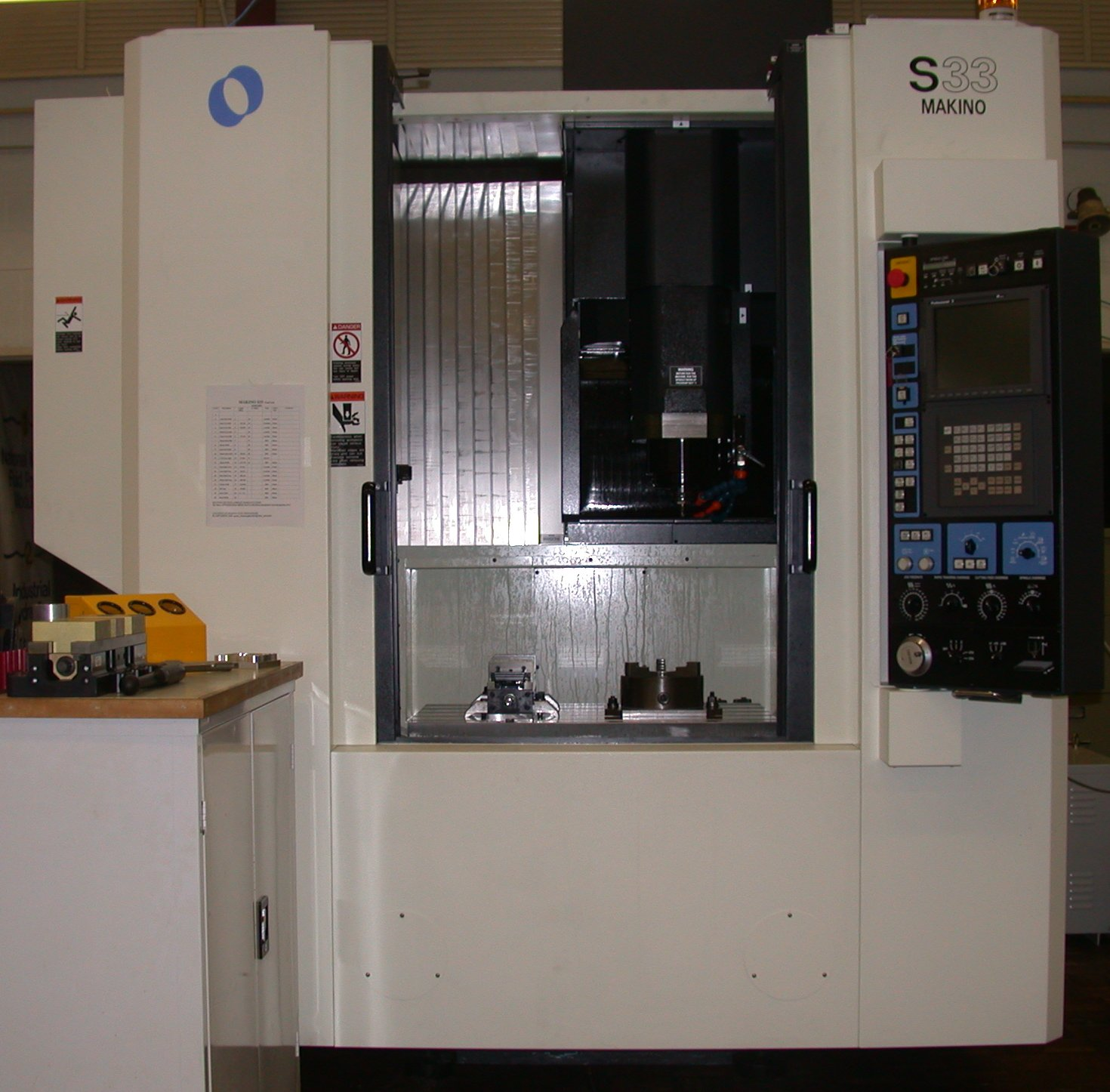
Centru de prelucrare Makino

Mașina-unealtă cu comandă numerică este un echipament complex dotat cu sisteme de comandă și control numeric al deplasărilor. Mașinile-unelte cu control numeric sunt dotate cu o memorie care permite păstrarea programului.
Controlul numeric se referă în general la automatizarea proceselor mașinilor unelte prin programarea unor seturi de comenzi care vor fi înregistrate (vezi  Codul-G), respectiv programate pe un dispozitiv extern. 
Conform acestei definiții se poate considera că prima mașină cu comandă numerică este mașina de țesut concepută de Jacquard (1800) care utiliza o bandă perforată pentru stocarea respectiv execuția unui set de instrucțiuni diferit. 
De asemenea se pot considera ca predecesoare ale acestui sistem de lucru cutiile muzicale, automatizarea cu ajutorul camelor. 

## Vezi și
- Programarea mașinilor-unelte cu comandă numerică

## Legături externe
- Comanda numerică asistată de calculator Arhivat în 7 aprilie 2016, la Wayback Machine.